# Voiture-salon E 417
Pour plus de détails, voir Fiche technique et Distribution.
Voiture-salon E 417 (Salonwagen E 417) est un film allemand réalisé par Paul Verhoeven, sorti en 1939.

## Synopsis
Dans un musée des transports, à minuit, les mannequins d'exposition prennent vie et racontent l'histoire de leurs vies. La dernière pièce de l'exposition, la voiture E 417, raconte sa vie longue et mouvementée.
Cela commence par un voyage en 1913, quand un couple princier va faire sa lune de miel sur la Riviera. Lors d'un arrêt imprévu à Dingskirchen, la baronne Ursula von Angerfeld et Christian Lautenschläger, le chef de gare, font connaissance. Au moment du départ précipité le lendemain, ils n'ont pas le temps de se dire au revoir et ne vont jamais se revoir.
La voiture connaît la Première Guerre mondiale et termine, après de nombreux et différents services, sur une voie d'évitement. Christian Lautenschlager la conduit jusqu'au musée. Sur le chemin, il rencontre la fille de la baronne qui est morte entre-temps et l'aide à se réconcilier avec Werner, son fiancé.

## Fiche technique
- Titre français : Voiture-salon E 417[1]
- Titre original allemand : Salonwagen E 417
- Réalisation : Paul Verhoeven assisté d'Eduard Hein et Fritz C. Mauch
- Scénario : Helmut Käutner, Bobby E. Lüthge (de)
- Musique : Giuseppe Becce
- Direction artistique : Paul Markwitz, Fritz Maurischat
- Costumes : Ilse Naumann (de)
- Photographie : Horst R. Fink, Karl Hasselmann
- Son : Fritz Seeger
- Montage : Carl Bach, Fritz C. Mauch
- Production : Rüdiger von Hirschberg (de), Karl Schulz
- Sociétés de production : Deka-Film (de)
- Société de distribution : Bavaria Film
- Pays d'origine :  Reich allemand
- Langue : allemand
- Format : Noir et blanc - 1,37:1 - Mono - 35 mm
- Genre : Fantastique
- Durée : 91 minutes
- Dates de sortie :
  - Troisième Reich : 5 mai 1939
  - France : 27 juin 1941[1]

## Distribution
- Paul Hörbiger : Friedrich Christian Lautenschläger.
- Käthe von Nagy : Ursula von Angerfeld.
- Curd Jürgens : le prince Heinrich Karl.
- Maria Nicklisch : la princesse.
- Axel von Ambesser : Werner.
- Josef Dahmen : le valet de chambre.
- Ilse Fürstenberg : la future femme de Lautenschläger.
- Bernhard Goetzke : l'« esprit » de la voiture
- Otto Graf : le comte Grenzberg.
- Karl Hannemann (en) : le directeur du musée.
- Melanie Horeschovsky : la tante d'Anna Christine.
- Hans Junkermann : le maréchal de la cour.
- Hilde Körber : Mieze, l'amie de Kuhlemann.
- Walter Lieck : le chef de la chorale d'enfants.
- Hans Meyer-Hanno : un membre de la commission de démolition.
- Edgar Pauly : un notable de Dingskirchen.
- Hermann Pfeiffer : le contrôleur.
- Ellen Plessow : la dame de cour.
- Tatjana Sais : la chanteuse du Luna-Park.
- Hans Hermann Schaufuß : Erich, le propriétaire de l'hôtel Deutscher Kaiser.
- Just Scheu : Freddy, le serveur du Luna-Park.
- Wilfried Seyferth : Willy Fetthenne.
- Franz Stein : l'« esprit » de la locomotive à vapeur.
- Walter Steinbeck : le prince.
- Renée Stobrawa : une amie des compagnons.
- Otto Stoeckel : un client du Deutscher Kaiser.
- Paul Verhoeven : l'organiste de rue.
- Hubert von Meyerinck : le complice de Kuhlemann.
- Alexa von Porembsky : Ellen.
- Aribert Wäscher : Paule Kuhlemann.
- Anneliese Würtz : la serveuse.
- Erica Balqué : l'« esprit » de Néfertiti.

## Articles annexes
- Liste des longs métrages allemands créés sous le nazisme
- La Nuit au musée (série de films)